# Unicité (mathématiques)
En mathématiques, l'unicité d'un objet satisfaisant certaines propriétés est le fait que tout objet satisfaisant les mêmes propriétés lui est égal. Autrement dit, il ne peut exister deux objets différents (soit inégaux) satisfaisant ces mêmes propriétés. Cependant, une démonstration de l'unicité ne suffit pas a priori pour en déduire l'existence de l'objet. La conjonction de l'existence et de l'unicité est usuellement notée à l'aide du quantificateur « ∃! ».
L'unicité est parfois précisée « à équivalence près » pour une relation d'équivalence définie sur l'ensemble dans lequel l'objet est recherché. Cela signifie qu'il existe éventuellement plusieurs éléments de l'ensemble satisfaisant ces propriétés, mais qu'ils sont tous équivalents pour la relation mentionnée.
De façon analogue, lorsque l'unicité porte sur une structure, elle est souvent précisée « à isomorphisme près » (voir l'article « Essentiellement unique »).
Exemple
Dans un espace topologique séparé, on a unicité de la limite de toute suite : si une suite converge, sa limite est unique. Mais une suite peut ne pas avoir de limite (dans ce cas, on n'a pas existence de la limite, ce qui ne remet pas en cause l'unicité).

## Expression en calcul des prédicats avec égalité
La quantification existentielle unique, {\displaystyle \exists !xP(x)}, peut-être définie à partir des connecteurs et quantificateurs usuels, si le langage dispose en plus de la relation binaire d'égalité et la théorie sous-jacente des axiomes de l'égalité, par : 
{\displaystyle \exists x(P(x)\wedge \forall y(P(y)\Rightarrow x=y))}